# فولفهارت فيستندورف
فولفهارت فيستندورف (أو فيشتندروف) (18 سبتمبر 1924 – 23 فبراير 2018) كان عالم مصريات ألماني. كان تلميذًا لـ هيرمان غرابو، ومعه كان مؤلفًا مشاركًا في كتاب Grundriss der Medizin der alten Ägypter (خطة الطب في مصر القديمة)، وهو الدراسة الأكثر شمولًا لموضوع الطب المصري القديم في أي لغة. كما نشر العديد من الكتب الأخرى حول علم المصريات واللغة المصرية القديمة.